# Aktiogavialis caribesi
Aktiogavialis caribesi es una  especie extinta de cocodrilos que vivió hace aproximadamente 10 millones de años en el norte de Suramérica, fue encontrado al norte de Venezuela, específicamente en la Formación Urumaco. La presencia de esta especie y de otras tal como Dadagavialis gunai que vivieron durante el Mioceno en el Caribe son piezas fundamentales para el entendimiento de la diversificación de este tipo de organismos en el Mioceno.

## Descripción
Aktiogavialis caribesi es un cocodrilo gavialoide de hocico largo relativamente pequeño que se diagnostica mediante la siguiente combinación única de caracteres: 19 dientes maxilares separados por huecos largos e implantados a lo largo de los salientes del borde lateral superior; margen ventral del pilar postorbital insertado desde la superficie yugal lateral; órbitas más largas que anchas.

## Etimología
La especie Aktiogavialis lleva el nombre de los "caribes", un grupo étnico nativo del norte de Venezuela que pescaba en el Mar Caribe.